# Renan Ferreira
Renan Ferreira (ur. 23 listopada 1989 w Porangatu) – brazylijski zawodnik mieszanych sztuk walki (MMA). Aktualnie związany z amerykańską organizacją PFL, gdzie w 2023 roku wygrał turniej w wadze ciężkiej. Zdobywca superpasa „Mistrz PFL kontra Mistrz Bellator” z 2024.

## Życiorys
Przed podjęciem zawodowej kariery w sztukach walki pracował jako prywatny ochroniarz i pracownik budowlany. Jego przygoda ze sportem rozpoczęła się od treningów jiu-jitsu w ramach projektu społecznego dla dzieci o niskich dochodach w Brasilii w 2013 roku. Trzy lata później, po przeprowadzce do Rio De Janeiro, porzucił poprzednią pracę, aby skupić się wyłącznie na MMA.
Przeprowadzka do Rio była punktem zwrotnym w jego karierze w klatce, ponieważ trenował w klubie z legendami MMA, takimi jak Antônio Rodrigo Nogueira. W klubie miał okazję trenować ze znanymi zawodnikami z UFC.
Dodatkowo został zaproszony do zagrania roli Werduma w filmie biograficznym o legendzie jiu-jitsu Fernando Tererê, zatytułowanym „O Faixa Preta”.

## Osiągnięcia

### Mieszane sztuki walki
- Professional Fighters League
  - 2023: Mistrz i zwycięzca turnieju PFL w wadze ciężkiej
  - 2024: Zdobywca superpasa „Mistrz PFL kontra Mistrz Bellator”[3]

## Lista zawodowych walk w MMA
| Wynik     | Bilans   | Przeciwnik (bilans przed walką) | Rozstrzygnięcie                             | Runda | Czas | Rozgrywki                              | Data       | Miejsce        | Uwagi |
| --------- | -------- | ------------------------------- | ------------------------------------------- | ----- | ---- | -------------------------------------- | ---------- | -------------- | --- |
| Przegrana | 13-4 (3) | Francis Ngannou (17-3)          | KO (ciosy pięściami w parterze)             | 1     | 3:32 | PFL Super Fights: Battle of the Giants | 19.10.2024 | Rijad          | Walka o pas mistrzowski PFL Super Fights w wadze ciężkiej. Main Event |
| Wygrana   | 13-3 (3) | Ryan Bader (31-7)               | TKO (ciosy pięściami)                       | 1     | 0:21 | PFL vs. Bellator: CHAMPS               | 24.02.2024 | Rijad          | Zdobył superpas „Mistrz PFL kontra Mistrz Bellator” |
| Wygrana   | 12-3 (3) | Denis Goltsov (32-7)            | TKO (ciosy pięściami)                       | 2     | 0:26 | PFL 10: 2023 PFL World Championship    | 24.11.2023 | Waszyngton     | Wygrał turniej PFL wagi ciężkiej 2023 |
| Wygrana   | 11-3 (3) | Maurice Greene (11-8)           | KO (ciosy pięściami)                        | 1     | 4:46 | PFL 8: 2023 Playoffs                   | 18.08.2023 | Nowy Jork      | Półfinał turnieju wagi ciężkiej PFL 2023. |
| Wygrana   | 10-3 (3) | Matheus Scheffel (17-9)         | KO (cios pięścią)                           | 1     | 0:50 | PFL 5: Regular Season                  | 16.06.2023 | Atlanta        | |
| Nieodbyta | 9-3 (3)  | Rizvan Kuniev (12-2-1)          | No contest (zmiana werdyktu)                | 3     | 5:00 | PFL 2: 2023 Regular Season             | 07.04.2023 | Las Vegas      | Pierwotnie zwycięstwo Kuniewa przez jednogłośną decyzję; walkę uznano za nieodbytą po pozytywnym wyniku testu Kunieva na obecność zakazanych substancji                            |
| Przegrana | 9-3 (2)  | Ante Delija (21-5)              | TKO (ciosy pięściami w parterze)            | 1     | 4:31 | PFL 8: 2022 Playoffs                   | 13.08.2022 | Cardiff        | Półfinał turnieju wagi ciężkiej PFL 2022. |
| Nieodbyta | 9-2 (2)  | Klidson Abreu (16-5)            | No contest (zmiana werdyktu)                | 3     | 5:00 | PFL 5: 2022 Regular Season             | 24.06.2022 | Atlanta        | Pierwotnie zwycięstwo Abreu przez jednogłośną decyzję; walkę uznano za nieodbytą po pozytywnym wyniku testu Abreu na obecność zakazanych substancji                                |
| Wygrana   | 9-2 (1)  | Jamelle Jones (12-7)            | KO (kopnięcie frontalne i ciosy pięściami)  | 1     | 0:25 | PFL 2: 2022 Regular Season             | 28.04.2022 | Arlington      | |
| Wygrana   | 8-2 (1)  | Stuart Austin (15-6)            | KO (cios pięścią)                           | 1     | 0:31 | PFL 2021 #8: Playoffs                  | 19.08.2021 | Hollywood      | |
| Wygrana   | 7-2 (1)  | Carl Seumanutafa (12-12)        | Decyzja (jednogłośna)                       | 3     | 5:00 | PFL 2021 #6: Regular Season            | 25.06.2021 | Atlantic City  | |
| Nieodbyta | 6-2 (1)  | Fabrício Werdum (24-9-1)        | No contest (zmiana werdyktu)                | 1     | 2:32 | PFL 2021 #3: Regular Season            | 06.05.2021 | Atlantic City  | Debiut w PFL. Pierwotnie zwycięstwo Ferreiry przez TKO; później walkę uznano za nieodbytą po tym, jak ustalono, że Ferreira odklepał duszenie trójkątne zastosowane przez Werduma. |
| Wygrana   | 6-2      | Jared Vanderaa (9-3)            | Poddanie (duszenie trójkątne)               | 2     | 2:37 | LFA 74                                 | 30.08.2019 | Riverside      | |
| Przegrana | 5-2      | Brett Martin (7-1)              | Dyskwalifikacja (nielegalne ciosy)          | 1     | 3:14 | LFA 70                                 | 28.06.2019 | Madison        | Półfinał turnieju wagi ciężkiej LFA. |
| Wygrana   | 5-1      | Fabrício Almeida (5-3-1)        | TKO (ciosy pięściami)                       | 2     | 3:57 | Future FC 3                            | 22.03.2019 | Indaiatuba     | |
| Wygrana   | 4-1      | Tiago Cardoso (7-3-1)           | KO (ciosy pięściami)                        | 1     | 1:39 | NCE 30                                 | 15.09.2018 | Rio de Janeiro | |
| Wygrana   | 3-1      | Carlos Ruan (4-0)               | KO (ciosy pięściami)                        | 1     | 3:30 | FLC 6                                  | 14.12.2017 | Rio de Janeiro | |
| Przegrana | 2-1      | Vinicius Moreira (3-0)          | Poddanie (dźwignia prosta na staw łokciowy) | 1     | 3:37 | FAM Fight Night 1                      | 03.09.2016 | Goiânia        | Walka o mistrzostwo FAMMA w wadze ciężkiej. |
| Wygrana   | 2-0      | Alexandre Sabara (1-3)          | TKO (niezdolność do kontynuowania walki)    | 2     | N/A  | Acai do Japa Fight 2                   | 13.12.2014 | Paranoá        | |
| Wygrana   | 1-0      | Marcio Marques (0-0)            | TKO (ciosy pięściami)                       | 1     | 0:43 | MMA Fest: Porangatu                    | 14.12.2013 | Porangatu      | Debiut w MMA |